# Poecilmitis lysander
Poecilmitis lysander is een vlinder uit de familie van de Lycaenidae. De wetenschappelijke naam van de soort is voor het eerst geldig gepubliceerd in 1962 door Pennington.